# Aethes williana
Aethes williana é uma espécie de insetos lepidópteros, mais especificamente de traças, pertencente à família Tortricidae.
A autoridade científica da espécie é Brahm, tendo sido descrita no ano de 1791.
Trata-se de uma espécie presente no território português.